# Банксія (екзопланета)
Банксія (англ. Banksia, WASP-19b) — це екзопланета, тобто планета, яка знаходиться за межами нашої Сонячної системи. Вона обертається навколо зорі WASP-19 у сузір'ї Вітрил. Ця планета має один із найкоротших відомих орбітальних періодів: вона робить повний оберт навколо своєї зорі всього за 18,9 години. Для порівняння, Землі потрібно 365 днів, щоб обернутися навколо Сонця, а Юпітеру — цілих 12 років. Хоча WASP-19b має масу, близьку до маси Юпітера (приблизно в 1,15 раза більше), вона значно більша за розміром — її діаметр на 31 % перевищує юпітеріанський. Це означає, що вона дуже «роздута», і за розмірами може змагатися з найменшими зорями. На момент відкриття ця планета стала рекордсменкою серед газових гігантів із надзвичайно короткою орбітою. Раніше вважалося, що настільки близько до своїх зір можуть існувати лише невеликі тверді планети (схожі на Землю або Меркурій). Тож WASP-19b змусила астрономів переглянути свої уявлення про формування та еволюцію планетних систем.

## Дослідження WASP-19b

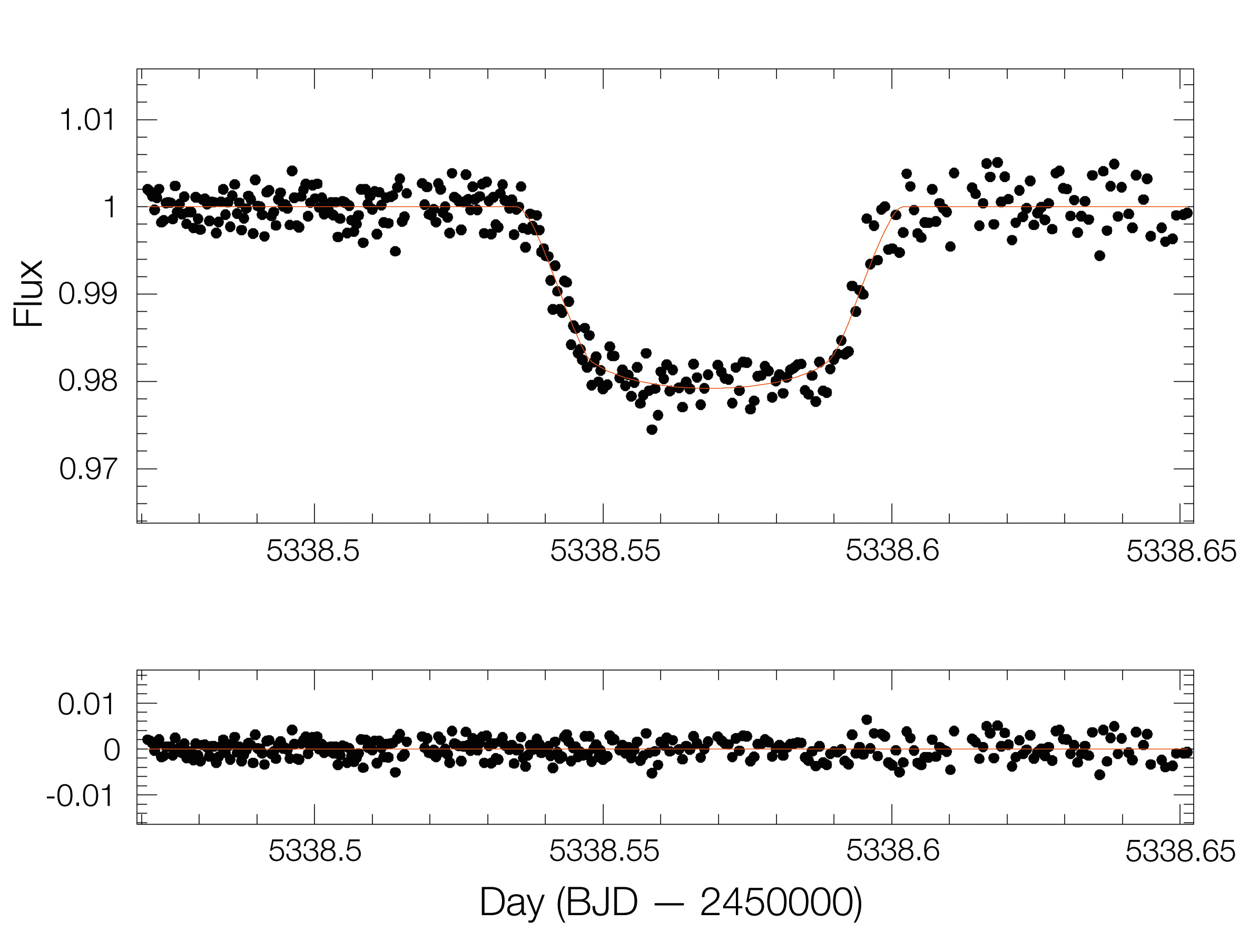
Крива блиску екзопланети WASP-19b

У 2012 році дослідження, яке використовувало ефект Россітера-Маклафліна, показало, що орбіта планети практично співпадає з екваторіальною площиною її зорі. Виміряний кут відхилення склав -15 ± 11°. Це означає, що планета обертається майже в одній площині з екватором зорі, без значних нахилів. Іншими словами, її орбіта майже горизонтальна щодо поверхні зорі.
У 2013 році, завдяки телескопу ASTEP, вдалося вперше зафіксувати вторинне затемнення (коли планета проходить позаду зорі) та орбітальні фази цієї екзопланети з поверхні Землі. Це було складне завдання, оскільки зазвичай такі спостереження проводяться з космосу, де обставини більш сприятливі. Однак великий розмір WASP-19b і її близьке розташування до зорі дозволили здійснити ці спостереження з нашої планети.
У 2019 році планету спостерігали за допомогою космічного телескопа TESS, і вдалося виміряти затемнення планети. Під час цих спостережень було зафіксовано значні зміни в яскравості планети, що відбувалися через зміну виду гарячої сторони планети, яка постійно нагрівається від своєї зорі. Дослідження показали, що температура на денній стороні планети становить 2240 ± 40 K (приблизно 1967 ± 40 °C), що робить її дуже гарячою. Крім того, виявилося, що планета відбиває близько 16 ± 4 % світла, яке потрапляє на її поверхню. Це значення є досить високим у порівнянні з іншими екзопланетами.
Попри дуже короткий орбітальний період, на 2019 рік не було зафіксовано ніяких змін в орбіті WASP-19b, що могли б вказувати на її розпад. Це означає, що планета не наближається до своєї зорі через втрату енергії, як це іноді трапляється з іншими планетами, які мають подібні характеристики.

## Номенклатура
У серпні 2022 року планету WASP-19b та її зорю обрали серед 20 зоряних систем, які отримають нові назви в рамках третього проєкту NameExoWorlds. Пропозиції щодо нових імен надійшли від команди з початкової школи Брандон-Парк у Віллерс-Гілл, що в Мельбурні, Австралія. Команду очолювали науковець Ланс Келлі та вчитель Девід Майергофер. Офіційно затверджені назви були оголошені в червні 2023 року. Планета WASP-19b отримала ім'я Banksia, а її зоря — Wattle, на честь двох відомих австралійських рослин: банксії та акації.

## Атмосфера
У грудні 2013 року вчені, які працювали з космічним телескопом Габбл, повідомили про виявлення води в атмосфері екзопланети WASP-19b. Це було важливе відкриття, оскільки вода є ключовим елементом для дослідження умов, які можуть підтримувати життя на інших планетах.
У вересні 2017 року астрономи, використовуючи Дуже великий телескоп Європейської південної обсерваторії, виявили титановий оксид (TiO) в атмосфері цієї планети. Це стало першим виявленням титанових оксидів в атмосфері екзопланети. Крім того, було зафіксовано сильний туман в атмосфері, який розсіює світло, а також виявлений натрій. Додатково підтверджено наявність води.
У 2021 році нові спостереження підтвердили наявність сильного туману в атмосфері планети та ледве помітний сигнал титанових оксидів. Однак не було знайдено ознак води чи лужних металів, що дещо змінило розуміння складу атмосфери.
Дослідження, яке використовувало дані телескопа TESS, показало, що атмосфера WASP-19b ефективно переносить тепло з її гарячої денної сторони на нічну, хоча і в помірних межах. Це вказує на те, що температура на нічній стороні планети не є настільки низькою, як можна було б очікувати від планети з таким коротким орбітальним періодом.